# Бартлет (Тенеси)
Бартлет (енгл. Bartlett) град је у америчкој савезној држави Тенеси.

## Демографија
По попису из 2010. године број становника је 54.613, што је 14.07 (34,7%) становника више него 2000. године.
| Група             | 2000.          | 2010.          |
| Белци             | 37.178 (91,7%) | 42.158 (77,2%) |
| Афроамериканци    | 1.971 (4,9%)   | 8.771 (16,1%)  |
| Азијати           | 502 (1,2%)     | 1.368 (2,5%)   |
| Хиспаноамериканци | 462 (1,1%)     | 1.470 (2,7%)   |
| Укупно            | 40.543         | 54.613         |